# Vígszínház

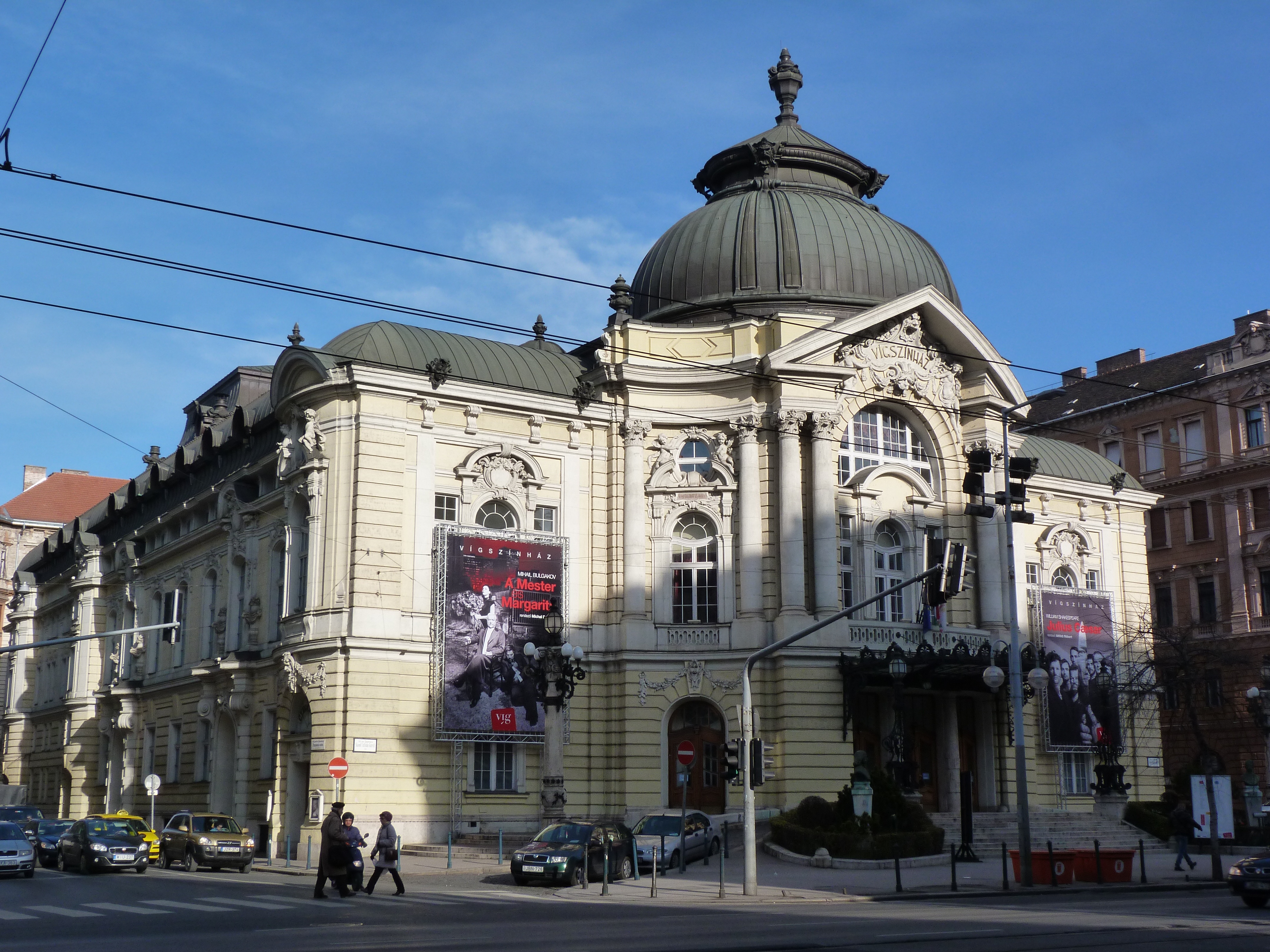
Das Vígszínház an der Szent István körút

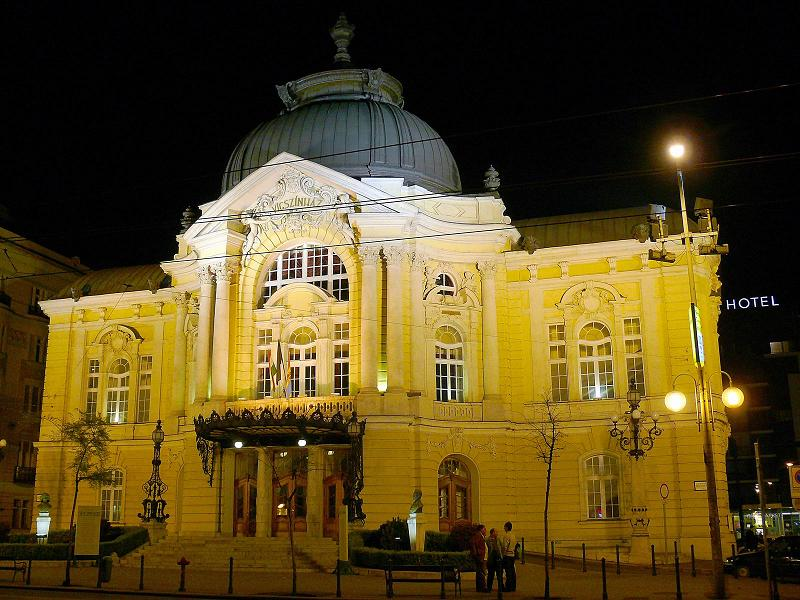
Das Lustspieltheater bei Nacht

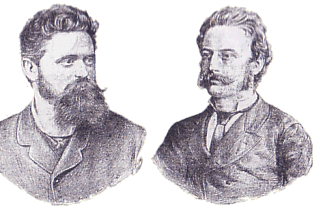
Die Architekten Helmer und Fellner

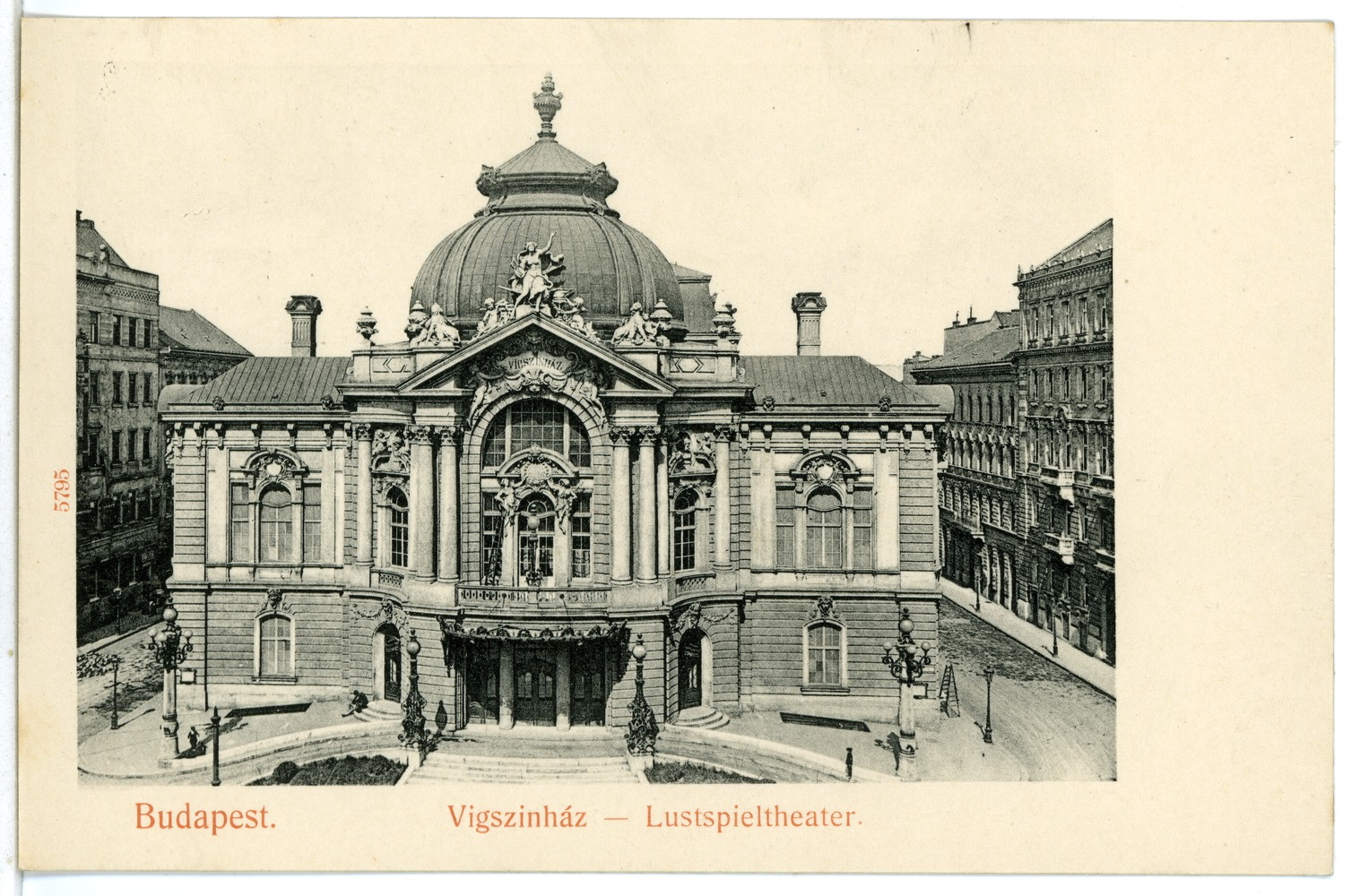
Ansichtskarte von 1905

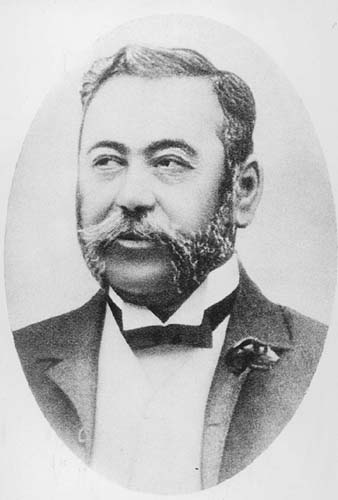
Gábor Faludi, Gründer und erster Leiter des Vígszínház

Das Vígszínház („Víg“; deutsch: „Lustspieltheater“) wurde zur Jahrhundertwende 1900 in Budapest erbaut.
Das Theater erfreute sich seinerzeit beim Budapester Bürgertum großer Beliebtheit, da es mit seiner Modernität Abwechslung vom konservativen Nationaltheater bot. Ab 1938 wurde das Vígszínház von Zsolt Harsányi geleitet. Im Jahr 1967 wurde das zum Vígszínház gehörende Pesti Színház („Pester Theater“) mit 560 Plätzen in der Váci utca eröffnet.

## Das Gebäude
Die Architekten Ferdinand Fellner der Jüngere und Hermann Helmer waren an der Planung von 47 Theatergebäuden in Europa beteiligt. Das Theater wurde 1896 innerhalb eines Jahres im Stil des späten Historismus errichtet. Es ahmt typische Elemente des Barock nach. Hinter dem Neubau erstreckte sich noch ein Sumpfgebiet, jedoch entwickelte sich dort schnell ein neues Zentrum des Budapester Bürgertums, die Lipótváros („Leopoldstadt“). Das Gebäude ist durch drei Gebäudeteile gekennzeichnet: der hohe Trakt, in dem die Bühne untergebracht ist, der niedrigere Zuschauerraum und die Vorhalle mit der Kuppel. Die innere Struktur des Bauwerks unterscheidet sich von anderen Theaterbauten der Jahrhundertwende. Sie repräsentiert die Ansprüche des aufsteigenden Bürgertums. Von der reichhaltig verzierten und vergoldeten Vorhalle führen mehrere Treppen zum Publikumssaal im ersten Stock. Die gesellschaftliche Hierarchie spiegelt sich im inneren Aufbau wider. Das Foyer im ersten Stock bietet Raum für exklusive Gesellschaften. Der Zuschauerraum ist aus Dreierlogen aufgebaut. Atlanten nehmen die Stelle von Säulen ein. Auch hier gibt es viele Goldverzierungen, die die innere Beleuchtung unterstützen.
In der Schlacht um Budapest gegen Ende des Zweiten Weltkriegs erlitt das Gebäude Schäden durch Bomben. Es wurde nach dem Krieg wiedererrichtet und 1951 unter dem Namen Magyar Néphadsereg Színháza („Theater der ungarischen Volksarmee“) eröffnet. Den ursprünglichen Namen erhielt es im Jahr 1961 zurück. Im Jahr 1994 wurde das Gebäude vollständig restauriert.

## Aufführungen
Für die Uraufführung des Liliom von Ferenc Molnár am 7. Dezember 1909 fanden das Publikum und die Presse kein Verständnis.
In den 1970er und 1980er Jahren wurden neben zeitgenössischen in- und ausländischen Uraufführungen auch ungarische Musicals gezeigt. Dazu gehören folgende Stücke, die teilweise zum dauerhaften Repertoire gehören:
- Képzelt riport egy amerikai popfesztiválról („Erdachter Report über ein amerikanisches Pop-Festival“) von Tibor Déry und Locomotiv GT (1972)
- Harmincéves vagyok („Ich bin dreißig Jahre alt“) von Anna Adamis und Gábor Presser (1975)
- Jó estét nyár, jó estét szerelem („Gute Nacht Sommer, Guten Abend Liebe“)
- A Kőműves Kelemen, basierend auf einer alten Volkslegende über den Bau der Burg von Deva
- A Padlás („Der Dachboden“)
- Játszd újra, Sam! („Spiel’s noch einmal, Sam!“)

Seit Beginn des 21. Jahrhunderts ist eine Tendenz erkennbar, dass größere Bühnen auf Grund sinkender Besucherzahlen hauptsächlich als Musicalbühnen dienen. Diesem Trend entgegen weist das Vígszínház hohe Besucherzahlen auf. Dies ist auch ein Verdienst des seit 1979 am Theater wirkenden Regisseurs László Marton, der unter anderem mit Tschechow-Inszenierungen auch internationalen Ruhm erlangte.